# RoadRunner Turbo Indy 300 de 2010
O RoadRunner Turbo Indy 300 de 2010 foi a quinta corrida da temporada de 2010 da IndyCar Series. A corrida foi disputada no dia 1 de maio no Kansas Speedway, na cidade de Kansas City, Kansas. O vencedor foi o piloto neozelandês Scott Dixon, da equipe Chip Ganassi Racing.

## Pilotos e Equipes
No total 27 carros foram inscritos para corrida.
| Nº | Piloto                  | Equipe                        | Chassis | Motor | Pneu |
| -- | ----------------------- | ----------------------------- | ------- | ----- | ---- |
| 2  | Raphael Matos           | de Ferran Luczo Dragon Racing | Dallara | Honda | F    |
| 3  | Hélio Castroneves       | Team Penske                   | Dallara | Honda | F    |
| 4  | Dan Wheldon             | Panther Racing                | Dallara | Honda | F    |
| 5  | Takuma Sato (R)         | KV Racing Technology          | Dallara | Honda | F    |
| 6  | Ryan Briscoe            | Team Penske                   | Dallara | Honda | F    |
| 7  | Danica Patrick          | Andretti Autosport            | Dallara | Honda | F    |
| 8  | E. J. Viso              | KV Racing Technology          | Dallara | Honda | F    |
| 9  | Scott Dixon             | Chip Ganassi Racing           | Dallara | Honda | F    |
| 10 | Dario Franchitti        | Chip Ganassi Racing           | Dallara | Honda | F    |
| 11 | Tony Kanaan             | Andretti Autosport            | Dallara | Honda | F    |
| 12 | Will Power              | Team Penske                   | Dallara | Honda | F    |
| 14 | Vitor Meira             | A. J. Foyt Enterprises        | Dallara | Honda | F    |
| 18 | Milka Duno              | Dale Coyne Racing             | Dallara | Honda | F    |
| 19 | Alex Lloyd (R)          | Dale Coyne Racing             | Dallara | Honda | F    |
| 22 | Justin Wilson           | Dreyer & Reinbold Racing      | Dallara | Honda | F    |
| 24 | Mike Conway             | Dreyer & Reinbold Racing      | Dallara | Honda | F    |
| 26 | Marco Andretti          | Andretti Autosport            | Dallara | Honda | F    |
| 32 | Mario Moraes            | KV Racing Technology          | Dallara | Honda | F    |
| 34 | Mario Romancini (R)     | Conquest Racing               | Dallara | Honda | F    |
| 36 | Bertrand Baguette (R)   | Conquest Racing               | Dallara | Honda | F    |
| 37 | Ryan Hunter-Reay        | Andretti Autosport            | Dallara | Honda | F    |
| 43 | John Andretti           | Andretti Autosport            | Dallara | Honda | F    |
| 66 | Jay Howard (R)          | Sarah Fisher Racing           | Dallara | Honda | F    |
| 67 | Sarah Fisher            | Sarah Fisher Racing           | Dallara | Honda | F    |
| 77 | Alex Tagliani           | FAZZT Race Team               | Dallara | Honda | F    |
| 78 | Simona de Silvestro (R) | HVM Racing                    | Dallara | Honda | F    |
| 06 | Hideki Mutoh            | Newman/Haas/Lanigan Racing    | Dallara | Honda | F    |

- (R) - Rookie

## Resultados

### Treino classificatório
| Pos. | Nº | Piloto                  | Equipe                        | Volta 1 | Volta 2 | Volta 3 | Volta 4 | Tempo total |
| ---- | -- | ----------------------- | ----------------------------- | ------- | ------- | ------- | ------- | ----------- |
| 1    | 6  | Ryan Briscoe            | Team Penske                   | 25.7715 | 25.8106 | 25.7942 | 25.7984 | 1:43.1747   |
| 2    | 9  | Scott Dixon             | Target Chip Ganassi Racing    | 25.9199 | 25.9048 | 25.9004 | 25.8630 | 1:43.5881   |
| 3    | 10 | Dario Franchitti        | Target Chip Ganassi Racing    | 25.9199 | 25.9025 | 25.9070 | 25.8894 | 1:43.6188   |
| 4    | 06 | Hideki Mutoh            | Newman/Haas/Lanigan Racing    | 25.9200 | 25.9084 | 25.9257 | 25.9615 | 1:43.7156   |
| 5    | 77 | Alex Tagliani           | FAZZT Race Team               | 25.9566 | 25.9373 | 25.9527 | 25.9437 | 1:43.7903   |
| 6    | 14 | Vitor Meira             | A. J. Foyt Enterprises        | 25.9496 | 25.9723 | 25.9893 | 25.9834 | 1:43.8946   |
| 7    | 12 | Will Power              | Team Penske                   | 25.9457 | 25.9853 | 25.9931 | 25.9720 | 1:43.8961   |
| 8    | 3  | Hélio Castroneves       | Team Penske                   | 25.9687 | 25.9900 | 26.0119 | 26.0267 | 1:43.9973   |
| 9    | 7  | Danica Patrick          | Andretti Autosport            | 26.0938 | 25.9862 | 25.9725 | 25.9638 | 1:44.0163   |
| 10   | 24 | Mike Conway             | Dreyer & Reinbold Racing      | 25.9880 | 26.0101 | 26.0193 | 26.0448 | 1:44.0622   |
| 11   | 5  | Takuma Sato (R)         | KV Racing Technology          | 26.0151 | 26.0215 | 26.0079 | 26.0181 | 1:44.0626   |
| 12   | 32 | Mario Moraes            | KV Racing Technology          | 25.9846 | 26.0551 | 26.0515 | 26.0450 | 1:44.1362   |
| 13   | 2  | Raphael Matos           | De Ferran Luczo Dragon Racing | 26.0479 | 26.0788 | 26.0712 | 26.0743 | 1:44.2722   |
| 14   | 67 | Sarah Fisher            | Sarah Fisher Racing           | 26.0778 | 26.0867 | 26.0593 | 26.0704 | 1:44.2942   |
| 15   | 11 | Tony Kanaan             | Andretti Autosport            | 26.0721 | 26.0921 | 26.1016 | 26.0901 | 1:44.3559   |
| 16   | 8  | E. J. Viso              | KV Racing Technology          | 26.0993 | 26.0891 | 26.0847 | 26.1045 | 1:44.3776   |
| 17   | 43 | John Andretti           | Andretti Autosport            | 26.0851 | 26.0988 | 26.0887 | 26.1132 | 1:44.3858   |
| 18   | 78 | Simona de Silvestro (R) | HVM Racing                    | 26.1138 | 26.1191 | 26.1395 | 26.1565 | 1:44.5289   |
| 19   | 36 | Bertrand Baguette (R)   | Conquest Racing               | 26.1675 | 26.1493 | 26.1248 | 26.1138 | 1:44.5554   |
| 20   | 22 | Justin Wilson           | Dreyer & Reinbold Racing      | 26.1710 | 26.1641 | 26.1498 | 26.1581 | 1:44.6430   |
| 21   | 66 | Jay Howard              | Sarah Fisher Racing           | 26.2002 | 26.2078 | 26.2158 | 26.2279 | 1:44.8517   |
| 22   | 37 | Ryan Hunter-Reay        | Andretti Autosport            | 26.2426 | 26.2583 | 26.2607 | 26.2231 | 1:44.9847   |
| 23   | 19 | Alex Lloyd (R)          | Dale Coyne Racing             | 26.2684 | 26.2689 | 26.2702 | 26.2589 | 1:45.0664   |
| 24   | 18 | Milka Duno              | Dale Coyne Racing             | 26.2861 | 26.2991 | 26.3530 | 26.3867 | 1:45.3249   |
| 25   | 4  | Dan Wheldon             | Panther Racing                | 25.9105 | 25.9004 | 25.9068 | 25.8981 | 1:43.6158   |
| 26   | 26 | Marco Andretti          | Andretti Autosport            | 26.0124 | 26.0240 | 25.9961 | 25.9961 | 1:44.0286   |
| 27   | 34 | Mario Romancini (R)     | Conquest Racing               |         |         |         |         | sem tempo   |

- (R) - Rookie

### Corrida
| Pos                        | Nº | Piloto                  | Equipe                                    | Voltas | Tempo        | Largada | Voltas na Liderança | Pontos |
| -------------------------- | -- | ----------------------- | ----------------------------------------- | ------ | ------------ | ------- | ------------------- | ------ |
| 1                          | 9  | Scott Dixon             | Chip Ganassi Racing                       | 200    | 1:50:43.1410 | 2       | 167                 | 52     |
| 2                          | 10 | Dario Franchitti        | Chip Ganassi Racing                       | 200    | +3.0528      | 3       | 2                   | 40     |
| 3                          | 11 | Tony Kanaan             | Andretti Autosport                        | 200    | +3.2210      | 15      | 0                   | 35     |
| 4                          | 3  | Hélio Castroneves       | Team Penske                               | 200    | +3.8300      | 8       | 0                   | 32     |
| 5                          | 37 | Ryan Hunter-Reay        | Andretti Autosport                        | 200    | +6.1133      | 22      | 0                   | 30     |
| 6                          | 6  | Ryan Briscoe            | Team Penske                               | 200    | +6.7951      | 1       | 31                  | 29     |
| 7                          | 32 | Mario Moraes            | KV Racing Technology                      | 199    | +1 volta     | 12      | 0                   | 26     |
| 8                          | 77 | Alex Tagliani           | FAZZT Race Team                           | 199    | +1 volta     | 5       | 0                   | 24     |
| 9                          | 43 | John Andretti           | Andretti Autosport                        | 199    | +1 volta     | 17      | 0                   | 22     |
| 10                         | 14 | Vitor Meira             | A. J. Foyt Enterprises                    | 199    | +1 volta     | 6       | 0                   | 20     |
| 11                         | 7  | Danica Patrick          | Andretti Autosport                        | 198    | +2 voltas    | 9       | 0                   | 19     |
| 12                         | 12 | Will Power              | Team Penske                               | 198    | +2 voltas    | 7       | 0                   | 18     |
| 13                         | 26 | Marco Andretti          | Andretti Autosport                        | 198    | +2 voltas    | 26      | 0                   | 17     |
| 14                         | 24 | Mike Conway             | Dreyer & Reinbold Racing                  | 198    | +2 voltas    | 10      | 0                   | 16     |
| 15                         | 4  | Dan Wheldon             | Panther Racing                            | 198    | +2 voltas    | 25      | 0                   | 15     |
| 16                         | 2  | Raphael Matos           | Luczo Dragon Racing de Ferran Motorsports | 198    | +2 voltas    | 13      | 0                   | 14     |
| 17                         | 67 | Sarah Fisher            | Sarah Fisher Racing                       | 198    | +2 voltas    | 14      | 0                   | 13     |
| 18                         | 22 | Justin Wilson           | Dreyer & Reinbold Racing                  | 197    | +3 voltas    | 20      | 0                   | 12     |
| 19                         | 19 | Alex Lloyd (R)          | Dale Coyne Racing                         | 197    | +3 voltas    | 23      | 0                   | 12     |
| 20                         | 36 | Bertrand Baguette (R)   | Conquest Racing                           | 197    | +3 voltas    | 19      | 0                   | 12     |
| 21                         | 78 | Simona de Silvestro (R) | HVM Racing                                | 197    | +3 voltas    | 18      | 0                   | 12     |
| 22                         | 34 | Mario Romancini (R)     | Conquest Racing                           | 187    | +4 voltas    | 27      | 0                   | 12     |
| 23                         | 06 | Hideki Mutoh            | Newman/Haas Racing                        | 186    | Abandonou    | 4       | 0                   | 12     |
| 24                         | 5  | Takuma Sato (R)         | KV Racing Technology                      | 186    | Abandonou    | 11      | 0                   | 12     |
| 25                         | 66 | Jay Howard (R)          | Sarah Fisher Racing                       | 172    | Abandonou    | 21      | 0                   | 10     |
| 26                         | 18 | Milka Duno              | Dale Coyne Racing                         | 84     | Abandonou    | 24      | 0                   | 10     |
| 27                         | 8  | E. J. Viso              | KV Racing Technology                      | 71     | Abandonou    | 16      | 0                   | 10     |
| Relatório[ligação inativa] |    |                         |                                           |        |              |         |                     |        |

- (R) - Rookie

## Tabela do campeonato após a corrida
Observe que somente as dez primeiras posições estão incluídas na tabela.
| Pos | Var     | Piloto            | Pontos |
| --- | ------- | ----------------- | ------ |
| 1   | Estável | Will Power        | 190    |
| 2   | Aumento | Scott Dixon       | 164    |
| 3   | Baixa   | Hélio Castroneves | 162    |
| 4   | Baixa   | Ryan Hunter-Reay  | 159    |
| 5   | Aumento | Dario Franchitti  | 152    |

| Pos | Var     | Piloto        | Pontos |
| --- | ------- | ------------- | ------ |
| 6   | Baixa   | Justin Wilson | 137    |
| 7   | Estável | Ryan Briscoe  | 132    |
| 8   | Estável | Tony Kanaan   | 129    |
| 9   | Aumento | Vitor Meira   | 101    |
| 10  | Baixa   | Raphael Matos | 98     |